# Harald Eggers (Schauspieler)
Harald Eggers (* 2. Juni 1927 in Hamburg; † 8. Mai 1993) war ein deutscher Schauspieler und Hörspielsprecher.

## Leben
Harald Eggers hatte Theaterengagements unter anderem in seiner Geburtsstadt, darunter das Ohnsorg-Theater und das Deutsche Schauspielhaus, daneben gab er Schauspielunterricht.
Vor der Kamera arbeitete Eggers seit den 1960er-Jahren, häufig war er als Gastdarsteller in bekannten Fernsehserien zu sehen. Umfangreich war auch sein Wirken als Sprecher, sowohl in hoch- und niederdeutschen Hörfunkproduktionen, als auch in kommerziellen Hörspielreihen wie Ein Fall für TKKG, Das Schloß-Trio, als Steuermann Rumpott in zahlreichen Folgen der Reihe Lego Piraten oder in Hörspielfassungen nach Romanen von Karl May.

## Filmografie
- 1964: Wilhelmsburger Freitag
- 1964: Stahlnetz – Rehe
- 1965: Ein Tag – Bericht aus einem deutschen Konzentrationslager 1939
- 1965: Das Feuerzeichen
- 1965: John Klings Abenteuer – Schnee aus Frankreich
- 1966: Der Fall Kapitän Behrens – Fremdenlegionäre an Bord
- 1966: S.O.S. – Morro Castle
- 1967: Ein Fall für Titus Bunge – Der Millionencoup
- 1967: An einem Wochenende
- 1967: Gammlerballade
- 1967: Cliff Dexter – Einen Orden für Cliff
- 1968: Die Tintenfische – Unterwasserdetektive greifen ein – Industriespionage
- 1968: Einer fehlt beim Kurkonzert
- 1969: Polizeifunk ruft – Die Schildkröte
- 1969: Nennen Sie mich Alex
- 1970: Aus dem Alltag der DDR – Zweiter Versuch einer Rekonstruktion nach Berichten und Dialogen
- 1971: St. Pauli Nachrichten: Thema Nr. 1
- 1971: Die Journalistin – Hansa 7 ruft Nordstrand
- 1973: Bauern, Bonzen und Bomben
- 1973: Polizeistation – Fingerabdrücke
- 1974: Haifischbar
- 1974: Sonderdezernat K1 – Hafenhyänen
- 1974: Der Tod der Schneevögel
- 1975: Im Auftrag von Madame – Der Stein des Anstoßes
- 1975: Wenn Mädchen aus der Schule plaudern
- 1975: Schwedischer Sommerwind
- 1979: Kümo Henriette – Ein Petermann mehr
- 1981: Achtung Zoll! – Apoll
- 1983: Tatort – Der Schläfer
- 1986: Vertrauen gegen Vertrauen
- 1987: Großstadtrevier – Große Haie, kleine Fische

## Hörspiele
- 1962: Die Schatzinsel – Autor: Robert Louis Stevenson – Regie: Lieselotte Funke
- 1962: Das Verhör des Lukullus – Autor: Bertolt Brecht – Regie: Rudolf Noelte
- 1964: Abenteuer der Zukunft – Autor: Bogislav von Puttkamer – Regie: S. O. Wagner
- 1964: Schalterdeenst – Autor: Karl Hermann Cordt – Regie: Curt Timm
- 1965: Diamanten machen Freude – Autor und Regie: Harald Vock
- 1966: Die Straßen von Pompeji – Autor: Henry Reed – Regie: Fritz Schröder-Jahn
- 1971: Fremde Tote – Autorin: Hannelies Taschau – Regie: Hans Rosenhauer
- 1971: Den Herrn Pastor sien Koh – Autor: Hans Hinrich Münster – Regie: Curt Timm
- 1972: Krumme Tourn – Autor: Hans Bunje – Regie Rudolf Beiswanger
- 1972: Lege Fründschopp – Autor: Hans-Joachim Schmüser – Regie: Jochen Rathmann
- 1973: Der Teufel und die Unschuldigen – Autor: Konrad Wünsche – Regie: Heinz Hostnig
- 1974: Een Machtwort seggen – Autor: Dieter Kühn – Regie: Walter Bäumer
- 1975: Rohrbacher – Autor: Wilhelm Staudacher – Regie: Friedrich Schütter
- 1977: Mank Möhlsteen – Autorin: Hilda Kühl – Regie: Curt Timm
- 1985: Ferien op „Country-Fit“ – Autor: Uwe Jürgensen – Regie: Wolf Rahtjen
- 1986: Burlala GmbH u. Co KG – Autor: Bernard Fathmann – Regie: Frank Grupe